# 衛星 (萊娜·邁爾-蘭德魯特歌曲)
衛星是德國女歌手萊娜的歌曲。由茱莉·佛洛斯特和約翰·戈登共同創作，於2010年3月13日透過德国环球音樂發行單曲，收錄在萊娜首張個人專輯《我的卡帶放音機》中。
德國為了選出代表國家參加在挪威奧斯陸舉辦的2010年欧洲歌唱大赛，推出選秀節目《我們的奧斯陸之星》，由國民決定讓萊娜演唱衛星代表參賽。最終萊娜以246分贏得比賽冠軍，這也是「四大國」成立以來其成員首次獲得冠軍。
歌曲的評價褒貶不一，萊娜青春活力的演出廣受好評，但評論也批評其舞台經驗不足和欠缺磨練的歌聲。商業方面，歌曲獲得巨大成功，在獲得歐洲歌唱大賽冠軍前，歌曲就在德國官方單曲榜蟬聯五周冠軍。奪冠後，歌曲不僅回歸德國榜單冠軍，還佔據多國排行榜冠亞軍位置，成功獲得《公告牌》欧洲百强单曲榜冠軍。截至2016年5月，歌曲共售出64萬4千套，獲得聯邦音樂產業協會雙白金唱片認證。

## 製作
衛星時長2分54秒，以B小調創作，每分鐘190拍，萊娜在歌曲中的音域範圍為F♯3到D5。本作由茱莉·佛洛斯特、約翰·戈登共同創作，是首流行搖滾歌曲，戈登表示這是首「泡泡糖」歌曲，既簡單又可愛，是首有著有趣歌詞的三和弦歌曲。歌曲主要講述女性在戀愛中的心情，她會因為對方的一舉一動感到開心與痛苦，歌詞還將主角比擬為「衛星」，形容自己就像孤獨的旅行者。
歌曲最初並非專門為歐洲歌唱大賽創作，創作者之一的佛洛斯特甚至沒有聽過歐洲歌唱大賽。衛星在比賽前兩到三年製作，佛洛斯特在美國喬治亞州的一間森林小屋完成了歌詞、歌曲，並將吉他配樂樣本郵寄給當時在丹麥的戈登，讓戈登完成歌曲。佛洛斯特接受訪談表示兩人花費的兩年的時間製作。歌曲完成後被送交到环球音乐，最終被《我們的奧斯陸之星》的製作人選中成為節目比賽歌曲之一。

## 歐洲歌唱大賽

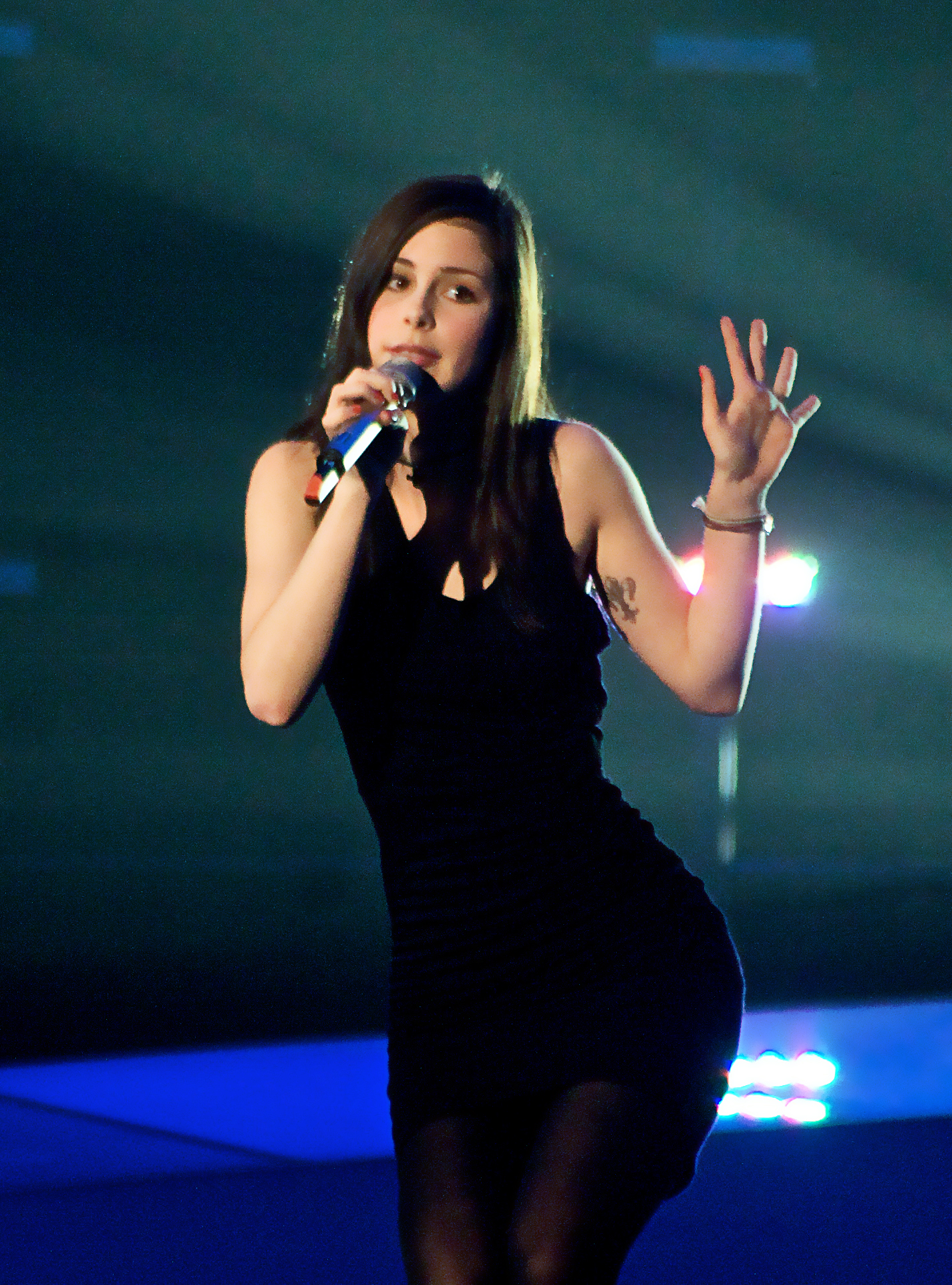
萊娜在2010年欧洲歌唱大赛

為了選出德國代表，德國公共廣播聯盟聯合普洛西本電視臺推出選秀節目《我們的奧斯陸之星》，讓全國人民決定本次比賽的參賽歌曲和參賽歌手。歷經七次淘汰比賽，萊娜以衛星一曲大敗對手珍妮弗·布勞恩，獲得2010年歐洲歌唱大賽德國代表資格。和其他國家不同，德國身為「四大國（Big Four）」，可直接晉級決賽。
歌曲自公布以來就被視為奪冠人選。博彩公司認為衛星僅次於阿塞拜疆参赛歌曲泪珠滴答；谷歌則根據参赛國家的搜索量預測衛星將會奪冠。挪威《晚邮报》則報導萊娜是最受關注的選手。決賽於2010年5月29日舉行，萊娜作為第22位演出者登場。最終萊娜以246分獲得2010年歐洲歌唱大賽冠軍。成為繼1982年（妮可），第二位抱回歐洲歌唱大賽冠軍的德國選手。萊娜也是首位在兩德統一和保障資格實施後獲得冠軍的選手。

## 專業評價
歌曲獲得的褒貶不一，評論對萊娜青澀的表演反應兩極。英國廣播公司稱萊娜開創了一個新世代，令人耳目一新的演出都反映了萊娜活潑、俏皮的性格。；英國《獨立報》將歌曲列在歷屆歐洲歌唱大賽冠軍歌曲最後一名，形容衛星就像她老爸付錢請她拍攝奧利·莫爾斯的專輯當作生日禮物。在Wiwibloggs的2010年代評選中，他們根據內部評審團評價給予歌曲8.05/10分，評審大多認為萊娜的演出令人難忘，並稱讚俏皮的歌詞配上青澀的表演是它讓能夠讓眾人在這麼多年也無法忘懷的原因。德國歌手及《我們的奧斯陸之星》節目評審喬·德來尼認為歌曲「平庸」；多次參與比賽歌曲製作的拉爾夫·席格爾則認為歌曲「還不錯」，但批評萊娜的嗓音只是可愛卻沒有音準。
衛星在多家媒體的歐洲歌唱大賽歌曲評選中名列前茅。Smooth Radio評選歌曲為「歷年來最佳的15首歐洲歌唱大賽歌曲」第7名；英國媒體Metro將歌曲選為「過去10年來最受歡迎的歐洲歌唱大賽歌曲」第2名。英國《衛報》記者亚历克西斯·佩特里蒂斯（Alexis Petridis）將其排在「歷屆歐洲歌唱大賽冠軍歌曲排行」第38名，佩特里蒂斯表示本作展現了當代流行趨勢，即對莉莉·艾倫、追憶的復古浪潮。在英國廣播公司配合歐洲歌唱大賽舉辦的「你最愛的40首歌（Your Favourite 40）」，衛星被觀眾評選為第10名；而在荷蘭公共廣播公司NPO Radio 2的民調中，本作根據14國調查排名第7。

## 商業成績
在三天內，歌曲下載量超過4萬套，空降德國官方單曲榜冠軍，並蟬聯五周冠軍。除了衛星，萊娜演唱的Love Me（第三名）、Bee（第四名）也成功登上排行榜，成為首位在排行榜上擁有三首前五歌曲的歌手。衛星亦是當時數位下載量最多的的歌曲，首周下載量超過10萬，獲得聯邦音樂產業協會金唱片認證。
在獲得歐洲歌唱大賽冠軍後，歌曲重回德國官方單曲榜冠軍並取得奧地利、愛爾蘭亞軍和丹麥、芬蘭、冰島、挪威、瑞典、瑞士冠軍。衛星亦是首支獲得《告示牌》European Hot 100 Singles冠軍的欧洲歌唱大赛歌曲。在唱片销售认证方面，衛星獲得丹麥、瑞典金唱片、瑞士白金唱片與德國雙白金唱片認證。截至2016年5月，根據的尼爾森音樂的數據，歌曲共售出64萬4千套。

## 曲目列表
| 單曲 | 單曲 | 單曲 |
| 曲序 | 曲目 | 时长 |
| ---- | ---- | ---- |
| 1.   | 衛星 | 2:54 |

| 混合單曲 | 混合單曲 | 混合單曲 |
| 曲序     | 曲目     | 时长     |
| -------- | -------- | -------- |
| 1.       | Love Me  | 2:59     |
| 2.       | 衛星     | 2:54     |
| 3.       | Bee      | 2:59     |

## 參與名單
來源：Tidal
- Brix – 製作人
- 英戈·波利茲– 製作人
- 貝恩德·文德蘭特（Bernd Wendlandt）– 製作人
- 茱莉·佛洛斯特（英语：Julie Frost） – 作詞、作曲
- 約翰·戈登（丹麥語：John Gordon） – 製作人、作詞、作曲

## 排行和銷量認證
| 排行榜（2010年）                             | 排名 |
| -------------------------------------------- | ---- |
| 澳大利亚（澳大利亚唱片业协会單曲榜）         | 37   |
| 奧地利（Ö3四十強單曲榜）                     | 2    |
| 比利时佛兰德（Ultratop單曲榜）               | 4    |
| 比利時瓦隆（Ultratop單曲榜）                 | 6    |
| 捷克（電台百大單曲榜）                       | 25   |
| 丹麥（丹麦四十强单曲榜）                     | 1    |
| 欧洲（European Hot 100）                     | 1    |
| 欧洲（《告示牌》Euro Digital Song Sales）    | 2    |
| 芬蘭（芬蘭官方單曲榜）                       | 1    |
| 德國（德國官方單曲榜）                       | 1    |
| 匈牙利（四十強電台榜）                       | 3    |
| 冰島（RÚV）                                  | 1    |
| 愛爾蘭（愛爾蘭唱片音樂協會单曲榜）           | 2    |
| 以色列（媒体森林）                           | 4    |
| 盧森堡（《告示牌》Luxembourg Digital Songs） | 1    |
| 荷蘭（荷蘭四十強單曲榜）                     | 31   |
| 荷蘭（百大單曲榜）                           | 5    |
| 挪威（世道單曲榜）                           | 1    |
| 波蘭（波蘭百大電台榜）                       | 5    |
| 斯洛伐克（電台百大單曲榜）                   | 6    |
| 西班牙（西班牙音樂製作協會）                 | 23   |
| 瑞典（瑞典最熱榜）                           | 1    |
| 瑞士（瑞士热门音乐榜）                       | 1    |
| 英國（官方榜单公司單曲榜）                   | 30   |

| 排行榜（2010年）                 | 排名 |
| -------------------------------- | ---- |
| 奧地利（Ö3四十強單曲榜）         | 11   |
| 比利时佛兰德（Ultratop單曲榜）   | 41   |
| 欧洲（European Hot 100 Singles） | 34   |
| 德國（德國官方單曲榜）           | 3    |
| 匈牙利（四十強電台榜）           | 20   |
| 荷蘭（荷蘭四十強單曲榜）         | 185  |
| 瑞典（瑞典最熱榜）               | 31   |
| 瑞士（瑞士熱門音樂榜）           | 20   |

| 國家或地區                     | 認證    | 認證單位/銷量 |
| ------------------------------ | ------- | ------------- |
| 丹麥（國際唱片業協會丹麥分會） | 金      | 15,000^       |
| 德國（聯邦音樂產業協會）       | 2× 白金 | 600,000^      |
| 瑞典（瑞典唱片業協會）         | 金      | 20,000^       |
| 瑞士（國際唱片業協會瑞士分會） | 白金    | 30,000^       |
| ^僅含認證的出貨量              |         |               |

## 外部連結
- YouTube上的萊娜在決賽的演出

| 奖项与成就                            | 奖项与成就              | 奖项与成就                |
| ------------------------------------- | ----------------------- | ------------------------- |
| 前任者： · 挪威 · 亚历山大·雷巴克童話 | 歐洲歌唱大賽冠軍 2010年 | 繼任者： · 艾爾與妮基吓跑 |